# Saint-Mesmin (Aube)
Pour les articles homonymes, voir Saint-Mesmin.
Saint-Mesmin est une commune française, située dans le département de l'Aube en région Grand Est.

## Géographie
| Orvilliers-Saint-Julien | Vallant-Saint-Georges |                   |
|                         | Saint-Mesmin          | Rilly-Sainte-Syre |
| Échemines               | Fontaine-les-Grès     | Savières          |

Le hameau de Courlanges est rattaché à Saint-Mesmin.

### Hydrographie
La commune est dans la région hydrographique « la Seine de sa source au confluent de l'Oise (exclu) » au sein du bassin Seine-Normandie. Elle est drainée par l'ancien canal de la Haute Seine, la Seine, le Fossé 01 des Noues, la Seine, la Seine, Prise d'Eau de Chauchigny, le ru le Ruisseau et divers autres petits cours d'eau,.
La Seine, un fleuve long de 775 km, coule dans le Bassin parisien et notamment dans le département de l’Aube en le traversant du sud-est au nord-ouest. Elle longe la commune sur son flanc est.
L'ancien canal de la Haute Seine est un canal, chenal non navigable de 38,2 km. Il prend sa source dans la commune de Barberey-Saint-Sulpice et se jette dans l'Aube au niveau de la commune de Marcilly-sur-Seine. 

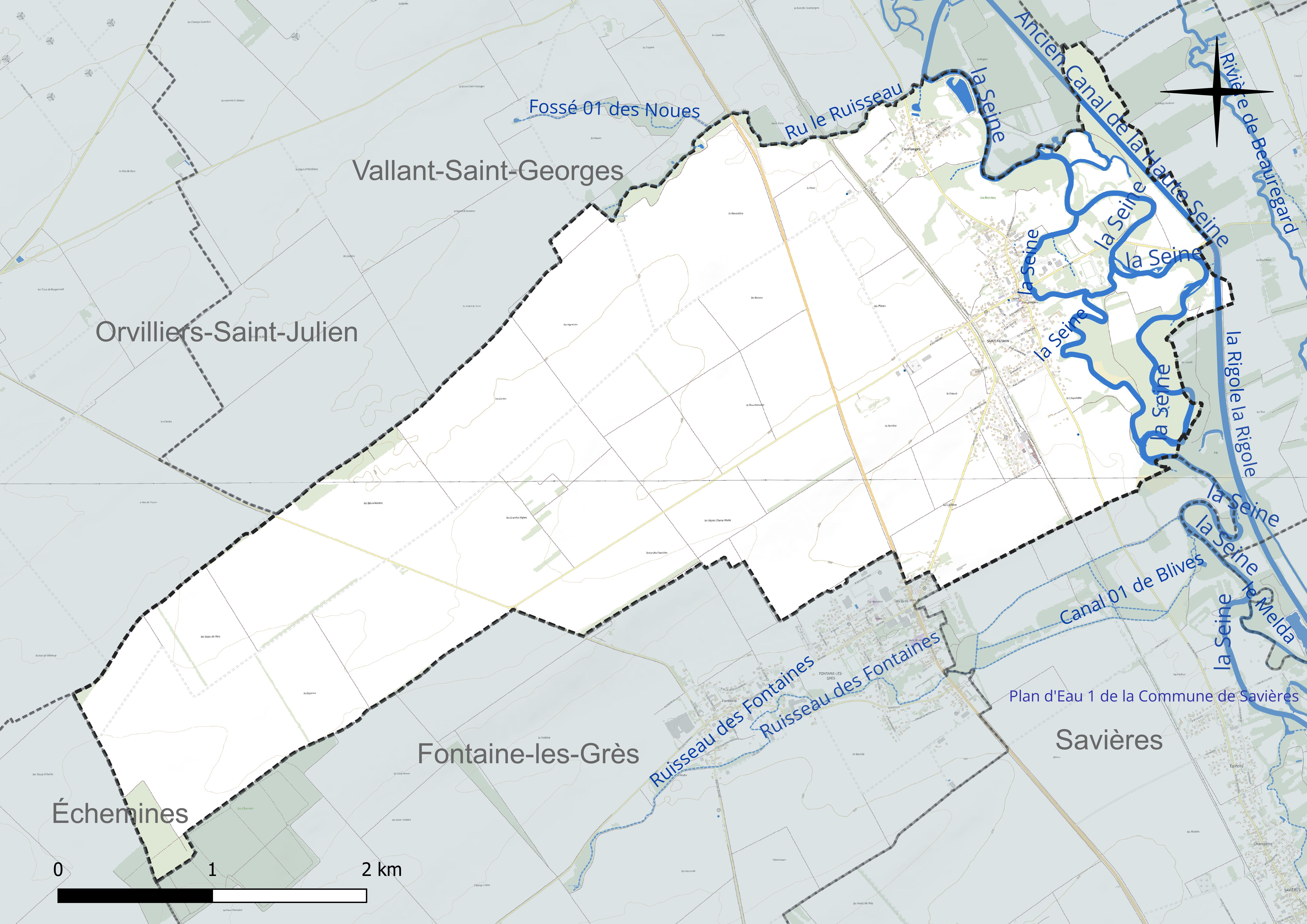
Réseau hydrographique de Saint-Mesmin.

### Climat
Pour des articles plus généraux, voir Climat du Grand Est et Climat de l'Aube.
En 2010, le climat de la commune est de type climat océanique dégradé des plaines du Centre et du Nord, selon une étude du Centre national de la recherche scientifique s'appuyant sur une série de données couvrant la période 1971-2000. En 2020, Météo-France publie une typologie des climats de la France métropolitaine dans laquelle la commune est exposée à un climat océanique altéré et est dans la région climatique  Nord-est du bassin Parisien, caractérisée par un ensoleillement médiocre, une pluviométrie moyenne régulièrement répartie au cours de l’année et un hiver froid (3 °C). 
Pour la période 1971-2000, la température annuelle moyenne est de 10,6 °C, avec une amplitude thermique annuelle de 15,8 °C. Le cumul annuel moyen de précipitations est de 690 mm, avec 11,5 jours de précipitations en janvier et 7,5 jours en juillet. Pour la période 1991-2020, la température moyenne annuelle observée sur la station météorologique de Météo-France la plus proche, « Troyes-Barberey », sur la commune de Barberey-Saint-Sulpice à 14 km à vol d'oiseau, est de 11,3 °C et le cumul annuel moyen de précipitations est de 644,6 mm. 
La température maximale relevée sur cette station est de 41,8 °C, atteinte le 25 juillet 2019 ; la température minimale est de −23 °C, atteinte le 17 janvier 1985,,. 
Les paramètres climatiques de la commune ont été estimés pour le milieu du siècle (2041-2070) selon différents scénarios d'émission de gaz à effet de serre à partir des nouvelles projections climatiques de référence DRIAS-2020. Ils sont consultables sur un site dédié publié par Météo-France en novembre 2022.

## Urbanisme

### Typologie
Au 1er janvier 2024, Saint-Mesmin est catégorisée commune rurale à habitat dispersé, selon la nouvelle grille communale de densité à 7 niveaux définie par l'Insee en 2022.
Elle est située hors unité urbaine. Par ailleurs la commune fait partie de l'aire d'attraction de Troyes, dont elle est une commune de la couronne,. Cette aire, qui regroupe 209 communes, est catégorisée dans les aires de 200 000 à moins de 700 000 habitants,.

### Occupation des sols
L'occupation des sols de la commune, telle qu'elle ressort de la base de données européenne d’occupation biophysique des sols Corine Land Cover (CLC), est marquée par l'importance des territoires agricoles (89,3 % en 2018), une proportion identique à celle de 1990 (89,3 %). La répartition détaillée en 2018 est la suivante : 
terres arables (81,8 %), zones agricoles hétérogènes (7,4 %), forêts (5,7 %), zones urbanisées (4,4 %), milieux à végétation arbustive et/ou herbacée (0,6 %). L'évolution de l’occupation des sols de la commune et de ses infrastructures peut être observée sur les différentes représentations cartographiques du territoire : la carte de Cassini (XVIIIe siècle), la carte d'état-major (1820-1866) et les cartes ou photos aériennes de l'IGN pour la période actuelle (1950 à aujourd'hui).

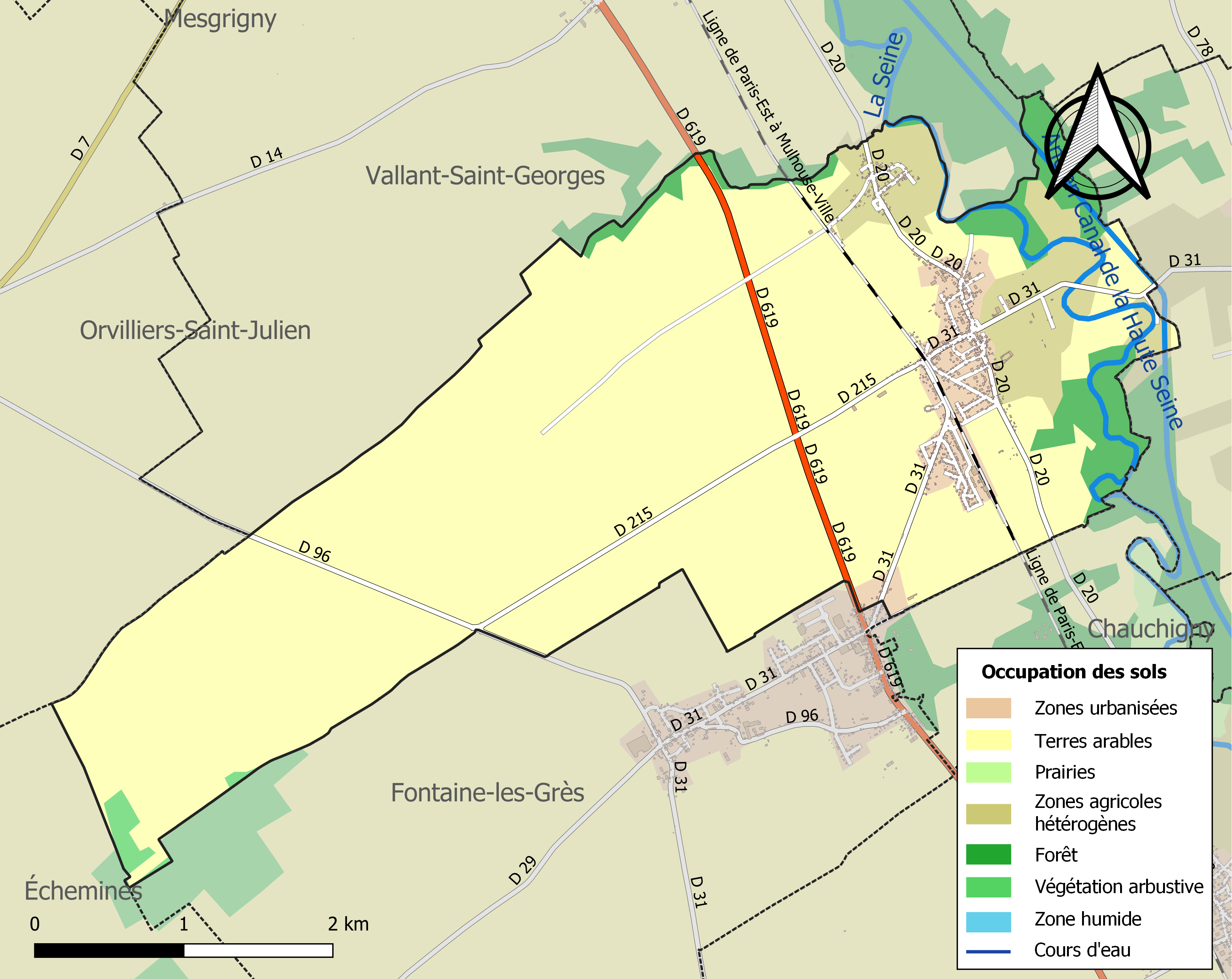
Carte des infrastructures et de l'occupation des sols de la commune en 2018 (CLC).

## Histoire
Anciennement Broli ou Brolium (nom courant, qui signifie bois = breuil), le village devrait son nom au diacre Sanctus Memorieus - également orthographié Nemorius - qui y serait mort martyr. D'après les Œuvres Inédites de Pierre Jean Grosley il existerait une succincte Vie de saint Mémin, diacre qui aurait été envoyé par Loup, évêque de Troyes, « revêtu des habits de son ordre, et portant le texte de l'évangile, accompagné de sept jeunes clercs, avec la croix à leur tête, au devant du détachement qu'envoyait Attila à son arrivée de Metz, pour soumettre la ville de Troyes à son obéissance et s'y assurer le passage de la Seine alors réunie en un seul lit » en septembre 451.
Grosley rapporte dans le premier volume de ses éphémérides une version de la mort de Memorius qui comporte la mort d'un général hun : « les rayons du soleil, qui donnaient sur les textes (évangiles), frappèrent, par réverbération, les yeux d'un cheval, monté par un des Généraux de l'armée, parent d'Attila : ce cheval s'emporta et renversa son maître qui fut tué. Attila, furieux de cet accident, s'écria que ces gens-là étaient des magiciens, et il ordonna leur mort : on les arrêta, et ils furent égorgés sur le bord du grand chemin ».
« At il le extracto gladio amputavit caput ejus (Memorii) » dit un manuscrit latin du président Bouhier à la bibliothèque de Dijon cité par Gustave Lapérouse, c'est-à-dire qu'il fut décapité.
Dans une série d'articles publiés dans L'Est Eclair dans les années 1950, un historien local a accrédité l'existence d'un campement de Huns à la limite de Vallant Saint Georges, lieu-dit Fonds du Pilori et le Tomini, où aurait été inhumé un personnage important, (« avec son épée d'or » d'après la tradition locale) même si l'hypothèse du passage d'Attila par Saint-Mesmin ne cadre pas avec ses déplacements connus. Selon d'autres, ce même camp aurait été celui du général romain Aetius.
Jean Charles Courtalon-Delaistre donne la version la plus compliquée et détaillée de la mort de Mémorius, il y accomplit notamment un miracle, et fait dire à Attila que Memorius était un vieillard lors des faits.
Il aurait été décapité à un lieu autrefois marqué par une chapelle, à l'est du village, entre la Seine et la route de Rilly-Sainte-Syre. saint Mesmin serait un saint céphalophore : après sa mort  Memorius auraient ramassé sa tête et marché jusqu'à l'actuelle église du village où sont ses reliques. Sous les noms de saint Memor jusqu'à la Renaissance, ou Mémier, il existait une crypte où reposaient les reliques de saint Mesmin, et qui fut un lieu de pèlerinage, spécialement le 7 septembre, date à laquelle le Martyrologe romain fait mention du martyre de Memorius.
Gustave Lapérouse donne une version différente :

« ...les reliques de Memorius et de ses compagnons, retirées, depuis, de la Seine où on les avait jetées, furent pieusement recueillies par les soins de saint Loup, dans des cercueils de pierre, et déposées dans une chapelle, sur le lieu même de leur martyre, qui est devenu le village de Saint-Mesmin.
L'emplacement de cet événement mémorable est encore marqué par les ruines de la Chapelatte, qui ne forment plus aujourd'hui qu'un tertre gazonné, surmonté d'une croix, au sud de Saint-Mesmin, à peu de distance de la Seine. Plus tard, sans que la tradition donne de ce déplacement une autre cause qu'une cause superstitieuse, et peut-être pour les mettre à l'abri de toute inondation, on a transféré les corps de ces saints martyrs dans une autre chapelle située à l'ouest du village, près de la station actuelle du chemin de fer ; cette chapelle a elle-même été détruite. Les tombes qui avaient renfermé les reliques de Saint Mesmin et de ses compagnons sont restées alors enfouies sous les décombres de la crypte où les pèlerins venaient les vénérer, et d'où il conviendrait de les dégager pour les rendre à la piété et à la reconnaissance publiques. »

## Démographie
L'évolution du nombre d'habitants est connue à travers les recensements de la population effectués dans la commune depuis 1793. Pour les communes de moins de 10 000 habitants, une enquête de recensement portant sur toute la population est réalisée tous les cinq ans, les populations de référence des années intermédiaires étant quant à elles estimées par interpolation ou extrapolation. Pour la commune, le premier recensement exhaustif entrant dans le cadre du nouveau dispositif a été réalisé en 2004.

En 2022, la commune comptait 907 habitants, en évolution de +10,34 % par rapport à 2016 (Aube : +0,7 %, France hors Mayotte : +2,11 %).
| 1793 | 1800 | 1806 | 1821 | 1831 | 1836 | 1841 | 1846 | 1851 |
| ---- | ---- | ---- | ---- | ---- | ---- | ---- | ---- | ---- |
| 428  | 339  | 474  | 496  | 567  | 626  | 598  | 608  | 630  |

| 1856 | 1861 | 1866 | 1872 | 1876 | 1881 | 1886 | 1891 | 1896 |
| ---- | ---- | ---- | ---- | ---- | ---- | ---- | ---- | ---- |
| 658  | 651  | 517  | 588  | 576  | 553  | 549  | 545  | 518  |

| 1901 | 1906 | 1911 | 1921 | 1926 | 1931 | 1936 | 1946 | 1954 |
| ---- | ---- | ---- | ---- | ---- | ---- | ---- | ---- | ---- |
| 505  | 503  | 516  | 513  | 538  | 582  | 588  | 639  | 674  |

| 1962 | 1968 | 1975 | 1982 | 1990 | 1999 | 2004 | 2006 | 2009 |
| ---- | ---- | ---- | ---- | ---- | ---- | ---- | ---- | ---- |
| 699  | 679  | 655  | 919  | 924  | 839  | 845  | 830  | 887  |

| 2014 | 2019 | 2022 | - | - | - | - | - | - |
| ---- | ---- | ---- | - | - | - | - | - | - |
| 842  | 886  | 907  | - | - | - | - | - | - |

L'inventaire sommaire des archives départementales pour l'Aube, par M. d'Arbois de Jubainville, donne quelques indications concernant :
- le XVIIe et XVIIIe siècles « Rôles de la taille de la communauté de Saint-Mesmin et Courlanges (Aube). - En 1677... nombre des contribuables, 58 ;  En 1769,..nombre des taillables, 103, dont 89 habitants.. »
« États statistiques, etc., des habitants de la communauté de Saint-Mesmin et Courlanges (Aube). - En 1787, 26 fabricants de bas possédant 30 métiers ; 30 femmes et filles occupées à la filature du coton ; 1.. - En 1788, 69 feux à Saint-Mesmin, 32 à Courlanges ; un petit château servant de ferme.. »

## Lieux et monuments
- Église Saint-Pierre aux Liens de Saint-Mesmin.